# Karl Heinz Mannchen
Karl Heinz Mannchen (né en 1923 à Berlin et mort le 23 juin 1996 à Madrid) est un scénariste et producteur de cinéma allemand, qui fait occasionnellement des apparitions dans les films qu'il produit.

## Biographie
En raison de son ascendance juive, il fuit l'Allemagne nazi très jeune encore pour l'Espagne où il rejoint le camp des Républicains. Après la guerre, il travaille à la fin des années 1950 auprès de sociétés de productions cinématographiques espagnoles en tant qu'assistant de production. Au milieu des années 1960, il rencontre Jesús Franco dans la société  « Hesperia Film »  et reste dès lors son plus proche collaborateur pour la production ou la coproduction de films tournés à Berlin avec la société « Aquila Film » de Adrian Hoven et Artur Brauner. La série télévisée allemande des Weihnachtsserie (de) avec Timm Thaler (1979) (de) connaît un grand succès.

## Filmographie
- 1958 : Die Sklavenkarawane de Georg Marischka
- 1965 : Der Schatz der Azteken de Robert Siodmak
- 1965 : Die Pyramide des Sonnengottes de Robert Siodmak
- 1965 : Wer kennt Johnny R.? de José Luis Madrid
- 1966 : Ça barde chez les mignonnes (Residencia para espías) de Jesús Franco
- 1966 : Necronomicon – Geträumte Sünden de Jess Franco
- 1966 : Lucky M. füllt alle Särge de Jess Franco
- 1967 : Der Sarg bleibt heute zu de Ramón Comas
- 1967 : Rote Lippen – Sadisterotica de Jess Franco
- 1967 : Rote Lippen – Küss mich, Monster de Jess Franco
- 1968 : (La Celestina) de César F. Ardavín
- 1969 : Deine Zärtlichkeiten de Peter Schamoni
- 1969 : (Les cauchemars naissent la nuit) de Jess Franco
- 1970 : (Sex Charade) de Jess Franco
- 1970 : Eugénie de Sade de Jess Franco
- 1970 : Sie tötete in Ekstase de Jess Franco
- 1970 : Der Teufel kam aus Akasava de Jess Franco
- 1970 : X312 – Flug zur Hölle de Jess Franco
- 1971 : Vampyros Lesbos de Jess Franco
- 1971 : Dr M schlägt zu de Jess Franco
- 1971 : Der Todesrächer von Soho de Jess Franco
- 1971 : 3 filles nues dans l'île de Robinson (Robinson und seine wilden Sklavinnen) de Jess Franco
- 1971 : Eine Jungfrau in den Krallen von Zombies (Christina, princesse de l'érotisme) de Jess Franco
- 1971 : Jungfrauenreport de Jess Franco
- 1972 : Die Nacht der offenen Särge (Dracula prisonnier de Frankenstein) de Jess Franco
- 1974 : Eugénie de Sade de Jess Franco
- 1976 : Die Standarte d'Ottokar Runze
- 1979 : Kesse Teens und irre Typen de Walter Boos (de)
- 1979 : Timm Thaler de Sigi Rothemund
- 1980 : Geburt der Hexe de Wilfried Minks (de)
- 1980 : Jungfrau unter Kannibalen (Sexo caníbal) de Jess Franco
- 1983 : Blutiger Lohn/Victim… ein Opfer nimmt Rache (USA, violación y venganza) de José Luis Merino